# 納夫圖利夫卡
49°18′26″N 26°40′32″E / 49.30722°N 26.67556°E
納夫圖利夫卡（烏克蘭語：Нафтулівка）是位於烏克蘭西部的村莊，由赫梅利尼茨基州裡赫梅利尼茨基區的近衛軍村市鎮負責管轄。該村面積0.94平方公里，海拔高度299米，2001年人口190，人口密度每平方公里201.5人。